# جرمابق (گرمابگ)
گرم آباد روستایی واقع در استان فارس، شهرستان مرودشت است.   
این روستا در گذشته در نوشتار به صورت جَرمابَق نوشته می‌شده که واژه جرمابق، معرّبِ واژهٔ گَرمابَگ است.   
پیشینه تاریخی این روستا به روزگارِ ایرانِ ساسانی بازمی‌گردد.
گوردخمه های جرمابق --> در کوه کم ارتفاعی که در بین روستا قرار دارد ، چهل گوردخمه(گوردخمه) از روزگار ایرانِ ساسانی به جای مانده است که در پایین یکی از آنها به خط پهلوی ساسانی نوشته‌ای که متن آن 《این قبر است》بوده تا چندی پیش وجود داشته‌ است‌. این نوشته را که دکتر امامی"مدیر کاوش های تخت جمشید" سالیان پیش از انقلاب سفر به آنجا مشاهده کرده دیگر نمی‌توان یافت و تقریبا محو شده است. مردم محلی جرمابق این استودان یا گوردخمه ها را چهل تاقچه می‌نامند.

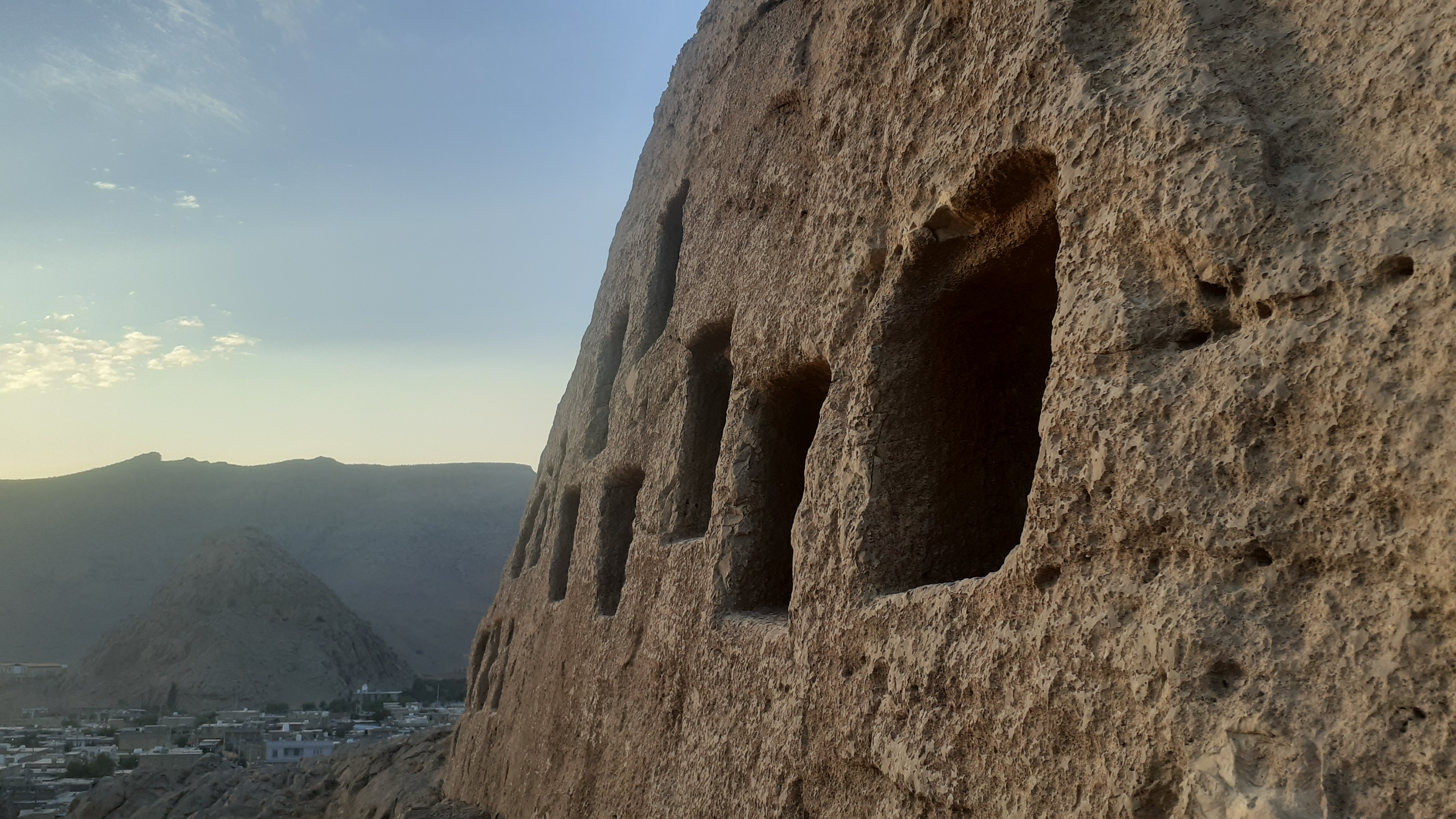
چهل تاقچه گرم آباد

بند و بست جرمابق --> جرمابق از یک بند و بست برخوردار است که در ۱ کیلومتری روستا قراردارد و دیرینگی ساخت این اثر به روزگار ساسانی بازمیگردد و  این اثر در تاریخ ۳۰ بهمن ۱۳۸۶ با شمارهٔ ثبت ۲۰۸۸۷ به‌عنوان یکی از آثار ملی ایران به ثبت رسیده است. 

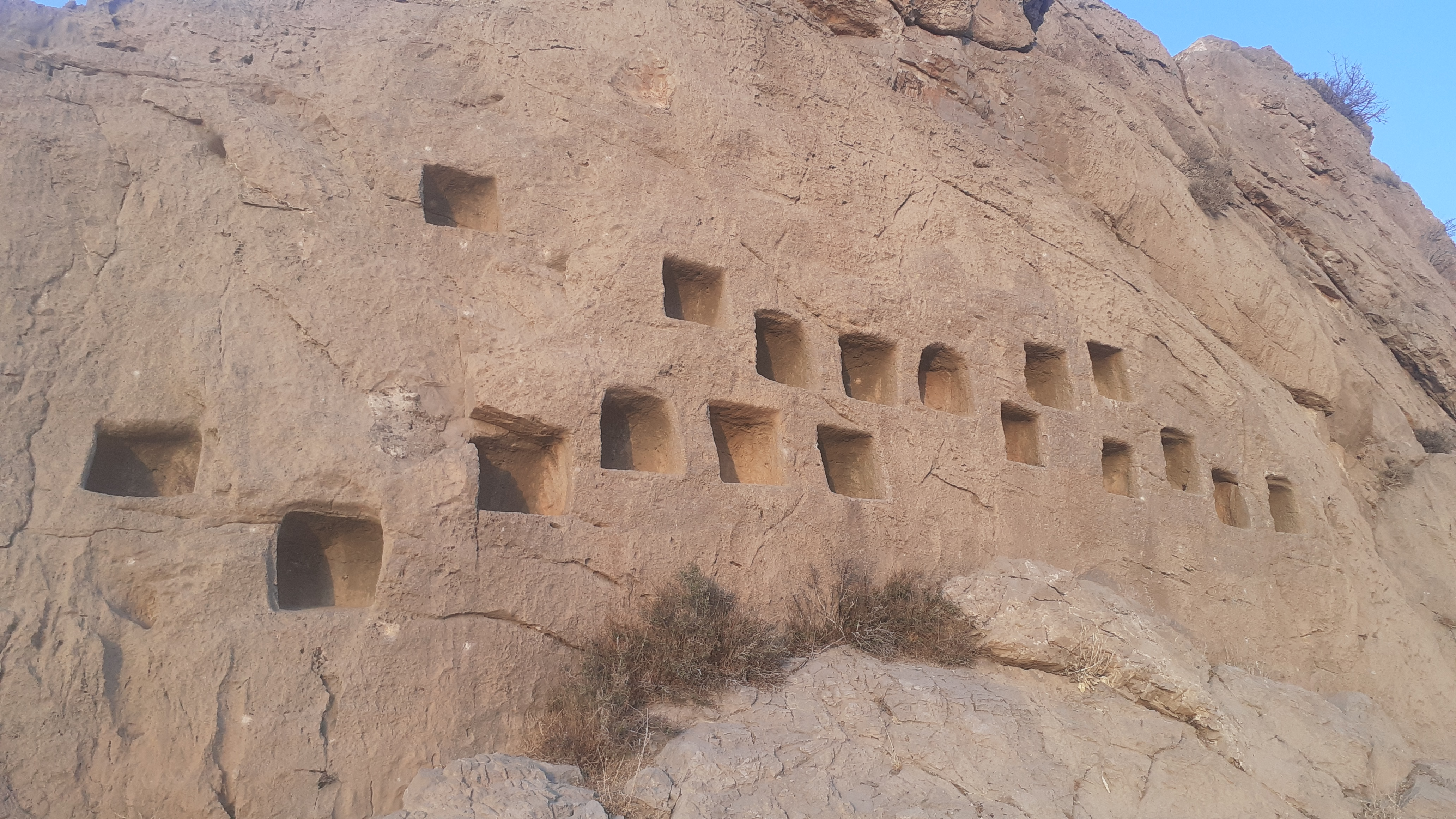
چهل تاقچه گرم آباد

طبق یک فرضیه از باستان شناسان، این بند و بست، آب را به سوی شهر پارسه هدایت می‌کرده امّا به دلیل صورت نگرفتن کاوش، این حرف را نمی‌توان جدی گرفت. 
آسیاب جرمابق --> این آسیاب مربوط به سده های آخر دوران پس از اسلام است و این اثر در تاریخ ۳۰ بهمن ۱۳۸۶ با شمارهٔ ثبت ۲۰۸۲۴ به‌عنوان یکی از آثار ملی ایران به ثبت رسیده است.
قنات های جرمابق --> این روستا از دو رشته قنات برخوردار است که امروزه یکی از آنها خشک شده است .

## ریشه نام
نام این روستا ریشه در زبان پارسی میانه(پارسیگ) دارد.
-->  نام این روستا به پارسیگ در زمان ساسانی  :  گرمابَگ / Garmābag  معنی واژه گرمابگ، گرمابه است.《به دلیل اینکه این روستا از روزگار ساسانی از حمام های عمومی برخوردار بوده است، نام این روستا را گرمابگ گذاشته اند》
-->  نام این روستا پس از حمله تازیان و نبود حروف "گ" و "گاف" در خط عربی به این نام تغییر یافت : جرمابق / Jarmābagh و این نام از زمان سقوط شاهنشاهی ساسانی تا اواخر دودمان پهلوی بر روی روستا ماند و نام اصلی آن که گرمابگ است فراموش شد.
-->  امروزه نام این روستا از جرمابق به گرم آباد تغییر یافته است که این نام جدید ، نامی برگزيده است زیرا این نام فارسی است و هم با نام اصلی روستا"گرمابگ" هم ریشه است و با آن مطابقت دارد.

## اقتصاد
شغل اکثریت مردم این روستا کشاورزی و دامداری است.

## قومیت
مردم گرم آباد"گرمابگ،جرمابق" از قوم پارس (فارس های ده نشین(تاجیک) و فارس های عشایر(باصری تاجیک))هستند.